# Попов, Владимир Иванович (геолог)
Владимир Иванович Попов (10 [23] февраля 1907, Санкт-Петербург — 22 ноября 1991, Ташкент) — советский учёный-геолог. Основоположник среднеазиатской школы литологов. Академик Академии наук Узбекской ССР (1966). Доктор геолого-минералогических наук (1940), профессор (1941). Заслуженный деятель науки Узбекской ССР (1957).

## Биография

Слева направо студенты геологоразведочного отделения физико-математического факультета САГУ К. Д. Соколов, Е. А. Радкевич и В. И. Попов. Ташкент. 1929 год

Владимир Иванович Попов родился 23 февраля 1907 года в столице Российской империи городе Санкт-Петербурге (ныне город федерального значения Российской Федерации) в семье военного топографа. Русский. С детства с родителями жил в Туркестане. В 1923 году окончил русскую школу в Ташкенте и поступил на геологоразведочное отделение физико-математического факультета Среднеазиатского государственного университета. Ещё будучи студентом, Владимир Иванович во время летних каникул принимал активное участие в геолого-разведочных экспедициях на Памиро-Алай. В 1926 году В. И. Попов и В. Э. Поярков, работая качестве поисковиков — «проспекторов» в партии треста «Редкие элементы» под руководством Д. И. Щербакова, провели исследовательские работы, благодаря которым было открыто крупнейшее в мире ртутное месторождение Хайдаркан.
После окончания университета в 1930 году по специальности «Прикладная минералогия и петрография», перспективный молодой геолог был зачислен в аспирантуру. Однако дальнейшей теоретической подготовке Владимир Иванович всё же предпочёл практическую работу, и в том же году уехал в Дарваз. До 1935 года он трудился в промконторе «Таджикзолото», занимаясь поиском золоторудных россыпей. Затем его пригласили на работу в организованный при Совете народных комиссаров Узбекской ССР Комитет наук на должность старшего научного сотрудника. В том же 1935 году В. И. Попову без защиты диссертации была присуждена учёная степень кандидата геолого-минералогических наук. С 1937 года научную работу в Комитете наук Владимир Иванович совмещал с преподаванием в САГУ.
С середины 1930-х годов В. И. Попов активно работал над составлением схемы металлогении Средней Азии. В то же время он приступил к комплексному изучению таких геологических формаций как кайнозойские и современные молассы. В 1938 году Владимир Иванович опубликовал монографию «История депрессий и поднятий Западного Тянь-Шаня». Эта научная работа стала основой его докторской диссертации, которую он успешно защитил в 1940 году, став таким образом первым доктором наук в Средней Азии. В своей работе В. И. Попов выделил 13 градаций волновых пульсаций, отметив при этом, что «в развитии крупных и длительных волновых колебаний интегрируются по правилам своеобразного „естественного отбора“ бесконечные ряды соподчиненных, более мелких и более частых, колебаний, в которых непрерывно содрогается тело нашей планеты». В образовании поднятий и депрессий Средней Азии он придавал основное значение именно волнообразным движениям.
В конце 1930-х годов В. И. Попов становится известен как организатор среднеазиатской (ташкентской) научной школы литологов. По его инициативе коренным образом была перестроена деятельность геологического сектора Комитета наук, созданы отделы по изучению геологических формаций. С 1937 года он со своими учениками начал исследование моласс Ферганской впадины, положив таким образом начало их систематическому и комплексному изучению и возродив формационный подход в геологической науке. В 1938 году Владимир Иванович организовал первый в Средней Азии кабинет литологии при Геологическом институте Комитета наук Узбекской ССР, а в 1940 году — отдел осадочных формаций. Результатом его научной работы стала опубликованная в 1940 году монография «Геологические условия формирования кайнозойских моласс Ферганы», в которой В. И. Попов предсказал открытие промышленных месторождений неогенной нефти в кайнозойских отложениях Ферганской впадины. В 1941 году Владимиру Ивановичу было присвоено учёное звание профессора. В 1942 году он организовал в САГУ кафедру петрологии и литографии, где читал курс лекций о геологических формациях. В 1947 году в Институте геологии Академии наук Узбекской ССР он создал отдел общей геологии и литологии и руководил им до 1958 года. За время своей педагогической деятельности Владимир Иванович подготовил более десяти докторов и сорок кандидатов наук. Созданная Поповым школа литологов внесла наибольший вклад в изучение моласс в СССР. За большой вклад в развитие науки в 1957 году ему было присвоено почётное звание «Заслуженный деятель науки Узбекской ССР».
Научная деятельность В. И. Попова охватывала широкий круг вопросов, касающихся структурно-формационного районирования Средней Азии, выделения и описания осадочных формаций и фаций, исследования кайнозойских и современных моласс, методики составления формационных и фациальных карт, изучения геомагнитного поля. В 1958 году Владимир Иванович был избран членом-корреспондентом Академии наук Узбекской ССР, а в 1966 году стал её действительным членом (академиком). Результатом его научных изысканий стала публикация более чем 460 научных работ, в том числе 26 монографий. В 50-х годах XX века В. И. Попов разработал ядерную теорию развития земной коры. Им также была предложена классификация геологических формаций, в которой было выделено более 400 типов магматических, осадочных и метаморфических совокупностей горных пород. Он дал своё определение ритмостратиграфии и составил ритмостратиграфические схемы для мезозой-кайнозойских отложений Средней Азии, предложил кларковый метод поиска осадочных руд. Владимир Иванович выделил и систематизировал 40 крупных рудоносных и осадочных формаций, а также артезианских и нефтегазоносных бассейнов в Средней Азии. Большое внимание он также уделял исследованию тектонических процессов в земной коре в системе Памиро-Гималаев и совместно с Б. Б. Тальвирским теоретически обосновал трансазиатский рифтовый пояс Наливкина. Идеи Владимира Ивановича в этой области позднее нашли отражение в трудах профессора Института геодезии и геофизики Триестского университета Антонио Марусси.
Помимо научной работы академик В. И. Попов активно занимался научно-организационной и общественной деятельностью. Он являлся членом Президиума и председателем Совета по изучению производительных сил (СОПС) Академии наук Узбекской ССР (1970—1974 годы), был членом Международной ассоциации по седиментологии (с 1966 года), председателем комиссии Среднеазиатского отделения по осадочным породам при Академии наук СССР, организатором и участником многих всесоюзных и международных конгрессов и симпозиумов.
Владимир Иванович Попов умер 22 ноября 1991 года. Похоронен в Ташкенте на Боткинском кладбище (Горкладбище № 1).

## Награды
- Орден Дружбы Народов (1977)
- Медали, в том числе:

Медаль «За доблестный труд в Великой Отечественной войне 1941—1945 гг.»
Медаль «За трудовую доблесть»
- Государственная премия Узбекской ССР имени Абу Райхана Бируни в области науки и техники за цикл работ «Биоритмостратиграфия формаций Средней Азии и методика прогнозирования в них осадочных месторождений» (1987)

## Память
Именем В. И. Попова назван ряд ископаемых организмов, обнаруженных палеонтологами в осадочных формациях Средней Азии. Среди них три вида подкласса фораминифер (Popovia, Aplinoschwagerina popovi и Pseudofusulina popovi) и один вид класса замковых брахиопод (Terebratula popovi)

## Публикации
Основные труды:
- Попов В. И. Структуры «конского хвоста» в тектонике западного Тянь-Шаня. — Ташкент: Издательство Комитета наук Узбекской ССР, 1939. — 128 с.
- Попов В. И. Геологические условия формирования кайнозойских моласс Ферганы. — Ташкент: Государственное издательство научно-технической и социально-экономической литературы Узбекской ССР, 1940. — 96 с.
- Попов В. И. Ядерная теория развития земной коры // Геологические науки. Труды Проблемной лаборатории осадочных формаций и осадочных руд; Вып. 177; Кн. 14; Вып. 1 / отв. ред. Б. Ф. Василевский. — Ташкент: Издательство СамГУ, 1960. — 170 с.
- Попов В. И., Макарова С. Д., Филиппов А. А. Руководство по определению осадочных фациальных комплексов и методика фациально-палеогеографического картирования. — Л.: Гостоптехиздат, 1963. — 714 с.
- Попов В. И., Запромётов В. Ю. Опыт классификации и описания геологических формаций: Классификация формаций. — Л.: Недра, Ленинградское отделение, 1966. — 208 с.
- Попов В. И., Тальвирский Б. Б., Попов А. И. [Трансазиатский рифтовый пояс Наливкина ]. — Ташкент: Фан, 1978. — 168 с.
- Попов В. И., Тихомиров С. В., Макарова С. Д., Филиппов А. А. Ритмостратиграфические (циклостратиграфические) и литостратиграфические подразделения. — Ташкент: Фан, 1979. — 111 с.
- Попов В. И. Ритмостратиграфия докембрия Памирского смятия. — Ташкент: Фан, 1979. — 178 с.
- Попов В. И., Запромётов В. Ю. Генетическое учение о геологических формациях. — М.: Недра, 1985. — 457 с.
- Попов В. И., Запрометов В. Ю., Хусанбаев Д. И. Динамические фации. — Ташкент: Фан, 1988. — 216 с.
- Попов В. И., Запромётов В. Ю., Филиппов А. А. Теплоклиматические динамические фации континентальной ступени. — Ташкент: Фан, 1989. — 214 с.
- Попов В. И., Запромётов В. Ю., Мурдмаа И. О., Троицкий В. И. Динамические   фации  предконтинентальной  и  океанической ступеней. — Ташкент: Фан, 1991. — 186 с.